# Gonioscia meroleuca
Gonioscia meroleuca là một loài bướm đêm trong họ Noctuidae.